# ショウベンノキ
ショウベンノキ(小便の木) Turpinia ternata Nakai は、ミツバウツギ科の樹木の1種。艶やかな三出複葉の葉を付ける。

## 特徴
常緑性の小高木。樹高は3-4mだが、時には15mに達する。直径も30cmに達することがある。樹皮は黒褐色で白い斑点が出る。普通は頂芽を作らず、1対仮頂芽から有花枝と無花枝を伸ばして成長する。葉は三出複葉だが、まれに単葉、あるいは5小葉を持つ例もある。葉柄は長さ3-5cm、頂小葉は1-3cmの柄があって葉身は長さ7-12cm、側小葉は頂小葉より葉身も柄もやや小さい。小葉は長楕円形で、表面に光沢がある。
花期は5-6月、円錐花序は長さ10-20cmで、多数の花を付け、また先端の方では細かな毛がある。花は径5m程度、萼は緑白色、萼裂片は5個で楕円形。花弁も5個、白くて倒卵形で長さ3.5mmで萼より長い。雄蕊も5、花弁とほぼ同じ長さで花糸には毛がない。雌蕊は雄蕊より短く、花柱は1つで柱頭でわずかに3裂する。果実は熟すると径7-10mmになり、赤くなる。肉質で割れることはなく、内部に種子を普通は3個含む。種子は長さ5-6mmで灰褐色、細かい突起がある。
和名は、木を切ると水液が多く出ることによるとされる。

## 分布と生育環境
四国の高知県西南部、九州の大分県、長崎県以南から琉球列島に自生し、国外では台湾からも知られる。

## 分類
同属の植物は東アジアからインド、マレーシア、それにアメリカに10種以上があるが、日本には本種のみがある。

## 利用
材は淡黄褐色で、生では水分を多く含んで重いが、乾燥すると軽くなる。ただし割れにくく、材としては価値がない。キクラゲ用のほだ木としては使える。また葉は緑肥に適する。